# São Leopoldo
São Leopoldo est une ville brésilienne de la mésorégion métropolitaine de Porto Alegre, capitale de l'État du Rio Grande do Sul, faisant partie de la microrégion de Porto Alegre et située à 27 km au nord de Porto Alegre. Elle se situe à une latitude de 29° 45′ 38″ sud et à une longitude de 51° 08′ 51″ ouest, à 26 m d'altitude. Sa population était estimée à 207 721 en 2007, pour une superficie de 102 km2. L'accès s'y fait par les BR-116 et RS-122.
Le nom de São Leopoldo fut choisi en hommage rendu à l'Impératice Leopoldina, d'origine allemande, qui permit l'immigration germanique dans le pays.
Le noyau originel de São Leopoldo fut fondé en 1824 par l'arrivée de colons allemands, le 25 juillet de cette même année. La ville est considérée comme le berceau de la colonisation allemande au Brésil. Ils furent envoyés pour rétablir le fonctionnement de la Real Feitoria do Linho Cânhamo, une fabrique du gouvernement qui avait été fermée pour cause de non rentabilité. Celle-ci se trouvait sur la rive gauche du Rio dos Sinos. Ils étaient au nombre de trente-neuf, trente-trois protestants et six catholiques. Tous ces gens étaient des agriculteurs et des artisans, ce qui contribua à donner assise solide au départ économique du lieu.
Aujourd'hui, la région se développe autour du secteur secondaire, notamment à travers l'industrie du cuir et de la chaussure.

## Villes voisines
- Estância Velha, Novo Hamburgo, Sapucaia do Sul, Nova Santa Rita,  Portão

## Personnalités
- Renan Dal Zotto (1960-), joueur de volley-ball brésilien, médaillé olympique.